# Passage (山崎まさよしの曲)
「Passage」（パッセージ）は、山崎まさよし通算9枚目のシングル。1999年10月14日発売。発売元はポリドール・レコード。

## 解説
- 8センチサイズのシングルが、アルバムサイズのマキシシングルで発売され始めた頃の作品であるため、2タイプのパターンが同時発売された。
- 8センチシングルはこの作品が最後となった。
- マキシ盤にのみ、前シングル「僕はここにいる」（1998.11.11）のライブバージョンが収録された。CDケースも色付きの特殊仕様であり、歌詞カードのフォト部分がポストカードとして使用できる作りになっていた。
- 4thアルバム『SHEEP』（1999年11月18日）との連動購入特典（抽選）あり（詳細は『SHEEP』を参照）。
- 99年当時のオリコンは、複数種発売しても合算集計していなかった。そのため、8センチシングルとマキシシングルで別々にチャートインしている。

## 収録曲

### 12センチ盤
1. Passage　（4:32）
2. 江古田　（4:48）
3. 僕はここにいる（Live Version）　（5:44）
4. mud skiffle track VI　（2:15）

- 作詞・作曲・編曲: 山崎将義
- ストリングスアレンジ: 森英治 #2

### 8センチ盤
1. Passage
2. 江古田
3. Passage（karaoke）

- 作詞・作曲・編曲: 山崎将義
- ストリングスアレンジ: 森英治 #2

## 収録作品
- Passage （Single Version）
  - SHEEP　（4th アルバム）
  - BLUE PERIOD
- Passage （Live Version）
  - ONE KNIGHT STANDS
- 江古田 （Single Version）
  - OUT OF THE BLUE
- 江古田 （Live Version）
  - ONE KNIGHT STANDS　初回限定盤Disc 3に収録
- mud skiffle track VI
  - OUT OF THE BLUE